# Eleutherodactylus rucillensis
Eleutherodactylus rucillensis é uma espécie de anfíbio anuro da família Eleutherodactylidae. Está presente na República Dominicana. A UICN classificou-a como vulnerável.